# Microcerella engeli
Microcerella engeli är en tvåvingeart som först beskrevs av Hall 1937.  Microcerella engeli ingår i släktet Microcerella och familjen köttflugor. Inga underarter finns listade i Catalogue of Life.